# Xian de Poyang
Le xian de Poyang (鄱阳县 ; pinyin : Póyáng Xiàn) est un district administratif de la province du Jiangxi en Chine. Il est placé sous la juridiction de la ville-préfecture de Shangrao.

## Démographie
La population du district était de 1 232 323 habitants en 1999.

## Personnalités
- Hong Mai (zh) (洪迈/洪邁, 1123 — 1202).